# Arie Selinger
Arie Selinger (hebr. ‏אריה זלינגר‎ ur. 5 kwietnia 1937 w Krakowie) – izraelski trener siatkarski, wcześniej jako siatkarz.
Jest jednym z najdoskonalszych trenerów siatkarskich w historii. W 1995 roku został włączony do Volleyball Hall of Fame.

## Kariera trenerska
W roli trenera zadebiutował w 1975. Do 1984 kierował żeńską reprezentację Stanów Zjednoczonych, z którą wywalczył brązowy medal na mistrzostwach świata w 1982 oraz srebrny medal olimpijski na igrzyskach olimpijskich w Los Angeles (1984). Następnie pokierował męską reprezentację Holandii, z którą wywalczył srebrny medal na igrzyskach w 1992.